# 바하마의 국장

바하마의 국장

바하마의 국장은 바하마를 상징하는 문장으로, 국장 가운데에는 두 개의 작은 공간으로 나뉜 방패가 그려져 있다.
방패 상단에는 태양이 그려져 있으며 방패 하단에는 크리스토퍼 콜럼버스의 산타마리아 호가 그려져 있다. 방패 위쪽에는 투구가 그려져 있으며 투구 위에는 고둥이 그려져 있다. 고둥은 섬에 서식하는 다양한 바다 생물들의 생명을 의미한다.
방패 왼쪽에는 청새치가 그려져 있으며 방패 오른쪽에는 홍학이 그려져 있다. 청새치와 홍학은 바하마의 지리를 의미한다. 국장 아래쪽에 그려져 있는 리본에는 바하마의 나라 표어인 "앞으로 위로 함께 전진한다" ("Forward Upward Onward Together")이라는 문구가 영어로 쓰여져 있다.